# Todor Gečevski
Todor Gečevski (en macédonien : Тодор Гечевски), né le 28 août 1977 à Kavadarci, est un joueur macédonien de basket-ball. Il évolue au poste de pivot.

## Palmarès

### En club
- 5x Champion de Macédoine: 2000, 2004, 2012, 2013, 2014
- 2x Champion de Croate : 2005, 2008
- 6x Vainqueur de la coupe de Macédoine : 2000, 2004, 2012, 2013, 2014, 2015
- 4x MVP de la coupe de Macédoine : 2002, 2004, 2012, 2014

### Distinctions personnelles
- Nommé dans le premier cinq de l'EuroCoupe : 2009
- MVP du championnat macédonien : 2012
- Joueur ayant pris le plus de rebonds dans l'histoire de la ligue adriatique (1314)
- Joueur ayant marqué le plus de points dans l'histoire de la ligue adriatique (3212)